# Omosarotes ater
Omosarotes ater är en skalbaggsart som beskrevs av Júlio och Monné 2001. Omosarotes ater ingår i släktet Omosarotes och familjen långhorningar. Inga underarter finns listade i Catalogue of Life.